# Șobolan cenușiu
Șobolanul cenușiu (Rattus norvegicus) este o specie de șobolani din familia Muridae și cuprinde rozătoare în general dăunătoare economiei. Unele specii sunt folosite pentru diverse experimente în laborator.

## Rattus norvegicus

### Rattus norvegicusvar. Albicans(șobolanul alb)

#### - Organizație internă -

##### Sistemul digestiv
Sistemul digestiv reunește tubul digestiv și glandele anexe.
Tubul digestiv este constituit din: cavitate bucală, faringe, esofag, stomac, intestin subțire, intestin gros(colon), rect, anus.
Cavitatea bucală prezintă vestibul bucal, buze, obraji, cavitate bucală propriu-zisă cu dinți antero-laterali dispuși în alveolele maxilelor. Formula dentară: I 1/1; C 0/0; P 0/0; M 2/3. E delimitată superior de bolta palatină formată din procesele maxilelor, lame orizontale și mucoasă cu formațiuni odontoide dispuse în creste transversale.
Faringele este o cavitate tubulară la nivelul căreia se ȋncrucișază calea respiratorie cu cea digestivă continuȃnd cu laringele și esofagul. Deschiderea laringelui e acoperită de o epiglotă. Comunică cu fosele nazale și trompele lui Eustachio.
Esofagul este un tub lung, dilatabil, paralel-dorsal față de trahee. Comunică ȋn abdomen cu stomacul prin orificiul cardia.
Stomacul este simplu, are forma unei retorte la care se observă curburile mare și mică, cuprinse ȋntre orificiul cardia și orificiul pilor. Mucoasa gastrică are 4 porțiuni: esofag – separată de cea fundică printr-o cutie a mucoasei gastrice –, cardia, fundică și pilorică.
Intestinul subțire are 3 segmente: duoden, jejun și ileon. Duodenul prezintă o ansă cu ramură ascendentă și ramură descendentă. Ȋntre cele două este dispus pancreasul. Jejunul și ileonul au 70 cm, un număr mare de anse, menținute prin mezenter – prezintă numeroși ganglioni limfatici.
Intestinul gros prezintă: cecul bine dezvoltat, cu o lungime de 7 cm și un sac cu extremitatea cranială ascuțită; colonul cu o lungime de 16–20 cm, ȋmpărțit ȋn 3 porțiuni: ascendentă, transversă, descendentă, rect.
Glande anexe: glande salivare, glande juxtapoide, ficatul, pancreasul.
Glandele salivare se deschid ȋn cavitatea bucală. Sunt ȋn număr de 4: parotide, submaxilare, retrolinguale și sublinguale.
Glandele parotide sunt dispuse ȋn preajma unghiului mandibulei (lateral de gȃt și cap), au o culoare deschisă. Numeroase canale se unesc ȋn canalul Stenon care străbate mușchiul maseter, paralel de nervul facial, ajungȃnd ȋn cavitatea bucală. Glandele submaxilare sunt voluminoase, dispuse ventral de gȃt, de o parte și de alta a liniei mediane. Au lobi de culoare roz, iar secreția ajunge ȋn canalul Warthon care străbate mușchiul digastric, ajungȃnd ȋn cavitatea bucală. Glandele retrolinguale au formă de solzi, sunt dispuse latero cranial față de fața ventrală a glandelor submaxilare și au o consistență accentuată. Glandele sublinguale sunt situate pe marginea interioară a mușchiului digastric, au dimensiuni reduse și formă globuloasă. Prezintă 2 lobi de unde pornesc canalele Rivinus.
Glandele juxtapoide sunt extraorbitale, compacte, au o culoare galben-brună și se deschid la nivelul globului ocular.
Ficatul este voluminos, brun-roșcat, prezintă 6 lobi: stȃng, stȃng-median (semilună), drept lateral, drept median, proces caudal și proces papilar. Din lobi pornesc cȃte un canal hepatic scurt care se vor uni ȋn canalul hepato-enteric lung, acesta ajungȃnd la duoden. Vezica biliară lipsește.
Pancreasul este dispus ȋn ansa duodenală și este format din corp și 2 procese: procesul stâng, lung și procesul drept, scurt. Are o culoare roz pală și un contur incizat. Canalul hepato-enteric se varsă ȋn duoden.

##### Sistemul respirator
Sistemul respirator este alcătuit din cai respiratorii și plămȃni.
Căile respiratorii: narine, fose nazale, coane, faringe, laringe, trahee și bronhii extrapulmonare.
Laringele este format dintr-un cartilaj cricoid, tiroid, aritenoid. Aici se găsesc corzile vocale cu rol ȋn fonație.
Traheea este formată din inele cartilaginoase incomplete dorsal și se continuă cu 2 bronhii extrapulmonare.
Plămȃnii sunt ȋnveliți de foița pleurală și au o culoare roz pal. Plămȃnul stȃng are un singur lob, iar cel drept are 4 lobi.

##### Sistemul circulator
Sistemul circulator este reprezentat de inimă și vase de sȃnge.

##### Sistemul excretor
Sistemul excretor este format din rinichii (metanefros) și căi urinare.
Rinichiul este retroperitoneal, are o culoare roșie-brună și formă de bob de fasole. La polii superiori prezintă glandele supraenale.
Căile urinare cuprind: uretere, uretră și vezică urinară. La femele, vezica urinară este scurtă și prezintă o deschidere la nivelul papilei urinare. La mascul, uretra e mai lungă și e ȋmpărțită ȋn 3 părți: prostatică, membranoasă și spongioasă.

##### Sistemul genital
Sistemul genital mascul este format din: testicule, canal deferent și uretră.
Testiculele, la masculul tȃnăr, testiculele sunt dispuse intraabdominal, fiind susținute de epididim, iar la maturitate, acestea coboară ȋn scrot. Sunt organe pereche cu formă ovoidă ȋnvelite de o membrană fibroasă numită albuginea. Este format din tubi seminiferi și țesut interstițial care produc sperma și respectiv hormonii.
Tubii seminiferi se unesc și formează canalul deferent care coboară pană la uretră.
Uretra e mai lungă și e ȋmpărțită ȋn 3 parți: prostatică, membranoasă și penisal.
Sistemul genital femel este format din ovare, trompe uterine, uter și vagin. La exterior prezintă o glandă anexă.
Ovarele sunt organe pereche situate intraabdominal, susținute de un pliu peritoneal. Au formă ovoidă și se continuă cu trompele uterine.
Trompele uterine sunt subțiri, au formă de pȃlnie și fac legătura intre ovare și uter.
Uterul este un organ nepereche, musculos, bipartit – prezintă două camere separate de o membrană. Are două coarne: stȃng și drept.
Vaginul este un organ cavitar care se deschide ȋn colul uterin prin orificiul vaginal. Colul uterin se deschide la exterior. 

### Rattus norvegicusBerkenthout(șobolanul cenușiu)
Șobolanul cenușiu are dimensiuni cuprinse ȋntre 20,4 și 27,3 cm, coada mai scurtă, urechile mai mici, mai groase și opace. Botul este mai puțin ascuțit. Blana este de culoare cenușiu-cafenie, cu partea ventrală cenușiu-albicioasă. Există și forme metalice și albinos.
Este originar din partea de sud-vest a Asiei. Deși este o specie strȃns legată de așezările omului, ȋn multe regiuni trăiește ȋn cȃmp, mai ales vara.
Această specie este terestră, săpătoare. Sapă rețele de galerii la o adȃncime de 40–50 m. Șobolanul cenușiu ȋnoată și plonjează bine, dar nu este cățărător agil. Este activ noaptea, predominant seara și dimineața. Este foarte agresiv.
Dă 3-5 generații de pui pe an și naște de fiecare dată pȃnă la 15 pui golași și orbi. Părăsesc cuibul după 3 săptămȃni. Maturitatea sexuală e atinsă la 3 luni.
Este omnivor, uneori ȋși face rezerve de hrană. Este dăunător tuturor sectoarelor economiei umane.